# Dossier de consultation des entreprises
Pour les articles homonymes, voir DCE.
En droit des marchés publics en France, le dossier de consultation des entreprises (DCE) est utilisé pour les appels d'offres et autres procédures de consultation.
L'article 38 du décret n°2016-360 du 25 mars 2016 relatif aux marchés publics énonce que les documents de la consultation sont « l'ensemble des documents fournis par l'acheteur ou auxquels il se réfère afin de définir ses besoins et de décrire les modalités de la procédure de passation, y compris l'avis d'appel à la concurrence. Les informations fournies sont suffisamment précises pour permettre aux opérateurs économiques de déterminer la nature et l'étendue du besoin et de décider de demander ou non à participer à la procédure. »
Il peut comprendre notamment en pratique :
- le règlement de consultation (RC), lorsque le marché public est passé après mise en concurrence ;
- l'acte d'engagement (AE) ;
- le cahier des clauses administratives particulières (CCAP) ;
- le cahier des clauses techniques particulières (CCTP) ;
- la décomposition du prix global et forfaitaire (DPGF), ou détail quantitatif estimatif (DQE), ou le bordereau de prix unitaire (BPU) suivant le mode de passation du marché.

mais aussi pour les marchés de travaux :
- le plan général de coordination (PGC) en matière de sécurité et de protection de la santé ;
- les "pièces graphiques" : dossier de plans de l'architecte et plans techniques (bureaux d'études techniques) ;
- le rapport du contrôleur technique (CT) ;
- le rapport d'étude géotechnique ;
- les notes de calculs ;

Le règlement de la consultation précise les règles de la consultation. Il définit les modalités matérielles de la consultation et les critères de choix des offres par le maître d'ouvrage (MO).
Le dossier de consultation des entreprises ne comprend que les conditions particulières à un marché. Les conditions générales figurent dans le CCAG auquel peut ou non envoyer le marché.